# Armenische Fußballnationalmannschaft
Die armenische Fußballnationalmannschaft (armenisch Հայաստանի ֆուտբոլի ազգային հավաքական / Hajastani futboli asgajin hawakakan) ist die nationale Fußballmannschaft von Armenien und wird geführt vom Armenischen Fußballverband. Sie absolvierte ihr erstes Spiel nach der Teilung der Sowjetunion gegen Moldau am 12. Oktober 1992.
Die Mannschaft konnte sich bisher weder für eine Fußball-Weltmeisterschaft noch für eine Fußball-Europameisterschaft qualifizieren. Das Team belegt derzeit Rang 100 der FIFA-Weltrangliste (Stand: Dezember 2024). Von April 2006 bis zu seinem Tod September 2007 wurde die Mannschaft von dem Schotten Ian Porterfield trainiert. Am 30. März 2009 trennte sich der armenische Verband von Trainer Jan Børge Poulsen, als neuer Trainer agierte der vorherige Co-Trainer Wardan Minasjan. Am 5. März 2014 übernahm der Schweizer Bernard Challandes das Team. Nach nur neun Spielen übernahm Rekordnationalspieler Sargis Howsepjan das Traineramt für fünf Spiele, dann wurde Waruschan Sukiasjan zum zweiten Mal Nationaltrainer. Seit Januar 2023 war Oleksandr Petrakow Trainer der Mannschaft. Nach armenischen Angaben wurde Oleksandr Petrakow nach dem Spiel der UEFA Nations League zwischen Armenien und Nordmazedonien am 13. Oktober 2024 entlassen.

## Weltmeisterschafts-Teilnahmen
- 1930 bis 1994 – Nicht teilgenommen, war Teil der Fußballnationalmannschaft der UdSSR.
- 1998 bis 2022 – Nicht qualifiziert.

## Europameisterschafts-Teilnahmen
Armenien nahm als Teil der UdSSR bzw. der GUS an den Europameisterschaften 1960 bis 1992 teil. In der sowjetischen Nationalmannschaft spielten armenische Spieler aber keine Rolle. Nach der Auflösung der Sowjetunion in mehrere selbständige Staaten nahm Armenien erstmals an der Qualifikation zur EM 1996 teil, konnte sich aber nie qualifizieren. In der Qualifikation für die Europameisterschaft 2012 wurde mit dem dritten Platz die bisher beste Platzierung erreicht und es bestand die Möglichkeit, sich zumindest für die Playoff-Spiele der Gruppenzweiten zu qualifizieren. Diese Chance wurde durch eine Niederlage gegen Irland am letzten Spieltag vergeben. Ansonsten wurden nur die vorletzten oder letzten Gruppenplätze erreicht.
| Jahr | Gastgeberland           | Teilnahme bis …    | Letzte(r) Gegner | Ergebnis | Bemerkungen und Besonderheiten |
| ---- | ----------------------- | ------------------ | ---------------- | -------- | --- |
| 1996 | England                 | nicht qualifiziert |                  |          | In der Qualifikation an Spanien und Titelverteidiger Dänemark gescheitert. |
| 2000 | Niederlande und Belgien | nicht qualifiziert |                  |          | In der Qualifikation an Weltmeister Frankreich und der Ukraine gescheitert, die sich auch nicht qualifizieren konnte. |
| 2004 | Portugal                | nicht qualifiziert |                  |          | In der Qualifikation am späteren Europameister Griechenland und erneut an Spanien gescheitert. |
| 2008 | Österreich und Schweiz  | nicht qualifiziert |                  |          | In der Qualifikation an Polen und Portugal gescheitert. |
| 2012 | Polen und Ukraine       | nicht qualifiziert |                  |          | In der Qualifikation an Russland und Irland gescheitert. |
| 2016 | Frankreich              | nicht qualifiziert |                  |          | In der Qualifikation traf Armenien auf Portugal, Dänemark, Serbien und Albanien. Zudem wurde EM-Gastgeber Frankreich der Gruppe zugeordnet, trat aber nur zu Freundschaftsspielen gegen die Gruppengegner an. Armenien verpasste als Gruppenletzter die Qualifikation deutlich. |
| 2021 | Europa                  | nicht qualifiziert |                  |          | In der Qualifikation an Italien und Finnland gescheitert. |
| 2024 | Deutschland             | nicht qualifiziert |                  |          | In der Qualifikation an der Türkei und Kroatien gescheitert. |

## UEFA Nations League
- 2018/19: Liga D, 2. Platz mit 3 Siegen, 1 Remis und 2 Niederlagen
- 2020/21: Liga C, 1. Platz mit 3 Siegen, 2 Remis und 1 Niederlage
- 2022/23: Liga B, 4. Platz mit 1 Sieg und 5 Niederlagen
- 2024/25: Liga C, 2. Platz mit 2 Siegen, 1 Remis und 3 Niederlagen, in der Relegation um den Aufstieg in Liga B an Georgien gescheitert

## Rekordspieler
Rekordnationalspieler Sargis Howsepjan und sein Freund Artur Petrosjan standen schon im ersten Spiel der armenischen Mannschaft am 14. November 1992 in der Mannschaft. Sargis Howsepjan ist der letzte Spieler aus dieser ersten armenischen Nationalmannschaft, der am 14. November 2012 seine Karriere beendete.
| Rang | Name                | Einsätze | Tore | Position           | Zeitraum  | Rekordnationalspieler |
| ---- | ------------------- | -------- | ---- | ------------------ | --------- | --- |
| 01.  | Sargis Howsepjan    | 132      | 02   | Abwehr             | 1992–2012 | seit 18. März 2005 (70 bis 132 Spiele) |
| 02.  | Henrich Mchitarjan  | 095      | 32   | Mittelfeld         | 2007–2021 | |
| 03.  | Roman Beresowski    | 094      | 0    | Tor                | 1996–2016 | |
| 04.  | Warasdat Harojan    | 091      | 04   | Abwehr             | seit 2011 | |
| 05.  | Kamo Howhannisjan   | 088      | 03   | Mittelfeld         | seit 2012 | |
| 06.  | Geworg Ghasarjan    | 075      | 14   | Mittelfeld/Angriff | 2007–2022 | |
| 07.  | Robert Arsumanjan   | 074      | 05   | Abwehr             | 2005–2015 | |
| 08.  | Artur Petrosjan     | 069      | 11   | Mittelfeld         | 1992–2004 | 14. Oktober 1992 bis 6. September 1995 zusammen mit Arsen Awetissjan und Aramajis Tonojan (1 bis 10 Spiele) 6. September 1995 bis 9. Oktober 1996 (11 bis 20 Spiele) 9. Oktober 1996 bis 9. Januar 2000 zusammen mit Sargis Howsepjan (21 bis 40 Spiele) 9. Januar 2000 bis 18. März 2005 (41 bis 69 Spiele) |
| 09.  | Marcos Pizzelli     | 067      | 11   | Mittelfeld         | 2008–2019 | |
| 10.  | Harut Wardanjan     | 063      | 01   | Mittelfeld         | 1994–2004 | |
| 11.  | Tigran Barseghjan   | 060      | 09   | Mittelfeld         | seit 2016 | |
| 12.  | Karlen Mkrttschjan  | 056      | 02   | Mittelfeld         | 2008–2019 | |
| 12.  | Hamlet Mchitarjan   | 056      | 02   | Abwehr             | 1994–2008 | |
| 14.  | Edgar Manutscharjan | 054      | 09   | Angriff            | 2004–2017 | |
| 14.  | Artur Woskanjan     | 054      | 01   | Abwehr             | 1999–2010 | |
| 14.  | Romik Chatschatrjan | 054      | 01   | Mittelfeld         | 1997–2008 | |
| 17.  | Armen Schahgeldjan  | 053      | 06   | Mittelfeld         | 1992–2007 | |

Stand: 23. März 2025

## Rekordtorschützen
Am 15. Oktober 2013 wurde Henrich Mchitarjan durch ein Tor gegen Italien alleiniger Rekordtorschütze.
| Rang | Name                   | Tore | Einsätze | Quote | Zeitraum  |
| ---- | ---------------------- | ---- | -------- | ----- | --------- |
| 01.  | Henrich Mchitarjan     | 32   | 95       | 0,34  | 2007–2021 |
| 02.  | Jura Mowsisjan         | 14   | 38       | 0,37  | 2010–2018 |
| 02.  | Geworg Ghasarjan       | 14   | 75       | 0,19  | 2007–2022 |
| 04.  | Artur Petrosjan        | 11   | 69       | 0,16  | 1992–2004 |
| 04.  | Marcos Pizzelli        | 11   | 67       | 0,16  | 2008–2019 |
| 06.  | Edgar Manutscharjan    | 09   | 54       | 0,17  | 2004–2017 |
| 06.  | Tigran Barseghjan      | 09   | 60       | 0,15  | 2016–     |
| 08.  | Aram Hakobjan          | 07   | 44       | 0,16  | 1998–2009 |
| 09.  | Aleksandr Karapetjan   | 06   | 25       | 0,24  | 2014–2021 |
| 09.  | Aras Özbiliz           | 06   | 41       | 0,14  | 2012–2019 |
| 09.  | Artur Sarkissow        | 06   | 42       | 0,14  | 2011–2019 |
| 09.  | Armen Schahgeldjan     | 06   | 53       | 0,11  | 1992–2007 |
| 09.  | Eduard Sperzjan        | 06   | 32       | 0,19  | 2021–     |
| 14.  | Lucas Zelarayán        | 05   | 22       | 0,23  | 2021–     |
| 14.  | Wahan Bitschachtschjan | 05   | 42       | 0,12  | 2020–     |
| 14.  | Arman Karamjan         | 05   | 48       | 0,10  | 2000–2010 |
| 14.  | Robert Arsumanjan      | 05   | 74       | 0,07  | 2005–2015 |

Stand: 23. März 2025

## Trainer
- Eduard Markarow (1992–1994)
- Samwel Darbinjan (1995–1996)
- Choren Howhannisjan (1996–1997)
- Souren Barseghjan (1998–1999)
- Waruschan Sukiasjan (2000–2001)
- Andranik Adamjan (2002) interim
- Óscar López (2002)
- Andranik Adamjan (2003) interim
- Mihai Stoichiță (2003–2004)
- Bernard Casoni (2004–2005)
- Henk Wisman (2005–2006)
- Ian Porterfield (2006–2007)
- Wardan Minasjan (2007) interim
- Tom Jones (2007) interim
- Jan B. Poulsen (2008–2009)
- Wardan Minasjan (2009–2014)
- Bernard Challandes (2014–2015)
- Sargis Howsepjan (2015)
- Waruschan Sukiasjan (2015–2016)
- Artur Petrosjan (2016–2018)
- Wardan Minasjan (2018)
- Armen Gjulbudaghjanz (2018–2019)
- Abraham Chaschmanjan (2019–2020)
- Joaquín Caparrós (2020–2022)
- Roman Berezovsky (2022) interim
- Oleksandr Petrakow (2023–2024)
- Suren Chakhaljan (2024) interim
- John van ’t Schip (2025–)

## Länderspiele gegen deutschsprachige Fußballnationalmannschaften

### Länderspiele gegen diedeutsche Fußballnationalmannschaft
|     | Datum              | Ort       | Heimmannschaft | Resultat | Gastmannschaft | Anlass                |
| --- | ------------------ | --------- | -------------- | -------- | -------------- | --------------------- |
| 01. | 9. Oktober 1996    | Jerewan   | Armenien       | 1:5      | Deutschland    | WM-Qualifikation 1998 |
| 02. | 10. September 1997 | Dortmund  | Deutschland    | 4:0      | Armenien       | WM-Qualifikation 1998 |
| 03. | 6. Juni 2014       | Mainz     | Deutschland    | 6:1      | Armenien       | Freundschaftsspiel    |
| 04. | 5. September 2021  | Stuttgart | Deutschland    | 6:0      | Armenien       | WM-Qualifikation 2022 |
| 05. | 14. November 2021  | Jerewan   | Armenien       | 1:4      | Deutschland    | WM-Qualifikation 2022 |

### Länderspiele gegen dieliechtensteinische Fussballnationalmannschaft
|     | Datum             | Ort     | Heimmannschaft | Resultat | Gastmannschaft | Anlass                      |
| --- | ----------------- | ------- | -------------- | -------- | -------------- | --------------------------- |
| 01. | 6. September 2018 | Jerewan | Armenien       | 2:1      | Liechtenstein  | UEFA Nations League 2018/19 |
| 02. | 19. November 2018 | Vaduz   | Liechtenstein  | 2:2      | Armenien       | UEFA Nations League 2018/19 |
| 03. | 8. Juni 2019      | Jerewan | Armenien       | 3:0      | Liechtenstein  | EM-Qualifikation 2021       |
| 04. | 12. Oktober 2019  | Vaduz   | Liechtenstein  | 1:1      | Armenien       | EM-Qualifikation 2021       |
| 05. | 25. März 2021     | Vaduz   | Liechtenstein  | 0:1      | Armenien       | WM-Qualifikation 2022       |
| 06. | 8. September 2021 | Jerewan | Armenien       | 1:1      | Liechtenstein  | WM-Qualifikation 2022       |

### Länderspiele gegen dieluxemburgische Fußballnationalmannschaft
|     | Datum           | Ort     | Heimmannschaft | Resultat | Gastmannschaft | Anlass             |
| --- | --------------- | ------- | -------------- | -------- | -------------- | ------------------ |
| 01. | 5. Februar 2013 | Valence | Armenien       | 1:1      | Luxemburg      | Freundschaftsspiel |

Bisher gab es keine Begegnungen gegen Österreich und die Schweiz.